# Lucca Chmel
Lucca Chmel (* 5. Dezember 1911 in Wien:263; † 16. März 1999 ebenda:271), geboren als Lucia Maria Chmel, war eine österreichische Fotografin, die sich vor allem durch ihre Architekturfotografie in den 1950er bis 1960er Jahren einen Namen machte. Mit ihren Aufnahmen war sie eine Chronistin und Interpretin der österreichischen Architekturentwicklung dieser Zeit.
Sie fotografierte für namhafte Architekten wie Erich Boltenstern, Oswald Haerdtl und Roland Rainer.

## Biografie

### Kindheit und Jugend
Geboren als Lucia Maria Chmel wurde sie jedoch von ihrer Familie nur mit Lucca gerufen. Sie verwendete später Lucca als Namen für ihre Arbeiten und Publikationen.
Ihre ersten Kindheitsjahre verbrachte Lucca Chmel mit ihrer Familie in Wien. Mit dem Zusammenbruch der Österreich-Ungarischen Monarchie nach dem Ersten Weltkrieg wurde die Versorgungssituation in Wien immer schwieriger und die Familie versuchte sich auf die veränderten ökonomischen Verhältnisse einzustellen. Luccas Mutter Marie Chmel kaufte ein Haus in Oberösterreich in Schärding am Inn. Ab 1919 wuchs Lucca in einer ländlichen Umgebung auf.
Chmel wurde durchweg als Privatschülerin unterrichtet, legte aber immer wieder Prüfungen an öffentlichen Schulen ab. Von 1923 bis 1924 besuchte sie die Private Volksschule für Mädchen der Schulschwestern OSF in Salzburg und lebte in der zugehörigen Erziehungsanstalt. Hier erhielt sie neben der Erziehung zu Ordnung und Anstand auch Klavierunterricht. Ab September 1925 besuchte sie das Erziehungsinstitut der Englischen Fräulein zu Neuhaus am Inn und ab April 1926 dann auch die Höhere Mädchenschule. Neben den allgemeinbildenden Fächern erhielt sie hier auch Unterricht in Buchführung, Stenografie und Maschineschreiben. Lucca legte dort 1928 die Matura ab.:44–50

### Studium, Ausbildung und Lehrtätigkeit
Anfänglich war es ihr Ziel Malerin zu werden und an der Wiener Akademie der Künste aufgenommen zu werden. Sie erhielt von 1929 bis 1931 Unterricht bei Hans Schachinger und absolvierte die Aufnahmeprüfung erfolgreich. In der Zwischenzeit hatte sie sich aber bereits für die Fotografie begeistert und den Entschluss gefasst, sich in dieser Richtung weiterzuentwickeln. Jedoch waren es nicht nur künstlerische Gründe, die sie zu dieser Entscheidung brachten. Auch die finanzielle Situation der Familie (das Haus in Schärding war inzwischen wieder verkauft, und sie lebte mit ihrer Familie wieder in Wien) machte es notwendig für Lucca Chmel, finanziell auf eigenen Beinen stehen zu können.
Von September 1931 bis Juli 1933 besuchte sie den zweiten und dritten Jahrgang „Photographie“ an der Graphischen Lehr- und Versuchsanstalt (kurz die „Graphische“) in Wien. Ein wichtiger Lehrer und Mentor war in dieser Zeit Rudolf Koppitz.
Bereits 1932 wurden in der Zeitschrift Wiener Magazin Fotos von ihr veröffentlicht. Nach Beendigung des Studiums 1933 arbeitete sie freischaffend für die Zeitschrift Die Bühne.
Da ihr nächstes Ziel die Meisterprüfung war, arbeitete Lucca Chmel die folgenden drei Jahre von Juli 1933 bis August 1936 im Atelier R. Pokorny in Wien. Der Schwerpunkt der Arbeit lag in der Porträtfotografie. Am 30. November 1936 legte sie die Meisterprüfung ab.
Zum 1. Januar 1937 wurde sie zur Assistentin an der „Graphischen“ bestellt. Damit hatte sie ein gesichertes Einkommen und Freiraum für ihre freischaffende Tätigkeit als Fotografin. 1938 erhielt sie die Möglichkeit, das Atelier R. Pokorny zu pachten. Die bisherige Pächterin, die Jüdin Hermi Friedmann, emigrierte nach Kolumbien und empfahl den Eigentümern ihre ehemalige Mitarbeiterin Lucca Chmel als neue Pächterin.:50–67

### Eigenes Atelier
Im Februar 1939 erwarb Lucca Chmel das Atelier Foto Clairon, da die bisherige Eigentümerin, auf Grund ihrer Verehelichung, ihre Fotografentätigkeit in Wien aufgab. Das neue Atelier bekam den Namen Lichtbild Lucca Chmel. Damit beendete sie ihre Lehrtätigkeit an der „Graphischen“.
Im März 1939 bezog Chmel auch die Wohnung, die an das Atelier angeschlossen war. Sie arbeitete jetzt vor allem in der Porträtfotografie und die Auftragslage des Ateliers entwickelte sich gut. Durch den Ausbruch des Zweiten Weltkriegs bestand ein erhöhter Bedarf an Familien- und Porträtfotos für die voneinander getrennten Familienmitglieder.
Durch die Porträtfotografie erhielt sie den Auftrag, Aufnahmen vom deutschen Schauspieler Otto Gebühr bei seinem Wiener Gastspiel als Friedrich der Große in der Komödie Zwischen Abend und Morgen zu machen. Da sie damit Erfolg hatte, erhielt Chmel den Auftrag für die gesamte Bühnenfotografie der Komödie und des Deutschen Volkstheaters. Auch für das Theater in der Josefstadt arbeitete sie vielfach. Veröffentlicht wurden diese Fotos vor allem in den Zeitschriften Die Bühne und Die Pause.
Durch die zahlreichen Kontakte zum Theater wurde auch die Porträtfotografie im Atelier verstärkt. Im Atelier entstanden Fotos von Theatergrößen wie Vilma Degischer, Klaramaria Skala, Maria Eis, Karl Skraup, O. W. Fischer oder Ewald Balser.
Lucca Chmel war aber auch auf dem Gebiet der Modefotografie tätig und auch für die Fotografie von Kunstobjekten gefragt. So fotografierte sie im Winter 1944/45 das spätgotische Chorgestühl des Wiener Stephansdoms. Nur zwei Monate nach den letzten Aufnahmen verbrannte das Chorgestühl vollständig.
In ihrer Freizeit, ohne besondere Aufträge, widmete sich Lucca Chmel der Landschaftsfotografie.:67–87

### Ab 1945
Ab Februar 1938 war Lucca Chmel Mitglied der DAF (Deutsche Arbeitsfront) und der NSV (Nationalsozialistische Volkswohlfahrt), ab 1. Juli 1940 registriertes Mitglied der NSDAP (Mitgliedsnummer 8.449.949). Als Sühnemaßnahme musste sie deshalb von April bis September 1945 Aufräumarbeiten leisten.
Lucca Chmels Atelier hatte die Kriegszerstörungen ohne nennenswerte Beschädigungen überstanden. Der Dachstuhl, der Glockenstuhl und die Orgel des Wiener Stephansdoms war im April 1945 zerstört worden, und Lucca Chmel widmete sich der fotografischen Dokumentation der Ruine und beteiligte sich zwangsverpflichtet an den Aufräumarbeiten. Es entstand eine Fotoserie von mehreren hundert Aufnahmen, die später in zwei Bildbänden veröffentlicht wurden.
Ihre vielfachen Landschaftsaufnahmen, die sie in ihrem bisherigen Schaffen gesammelt hatte, konnte sie in dem Bildband „Bilderbuch Österreich“ veröffentlichen.
Die ledige Lucca Chmel brachte am 13. April 1949 ihre Tochter Lucia Veronika Chmel zur Welt, die sie dann auch allein großzog. Schon 1948 arbeitete sie für Oswald Haerdtl, Anton Potyka, Karl Schwanzer und Carl Witzmann. Ab 1950 konnte sie dann viele weitere wichtige Architekten als Auftraggeber gewinnen. Mitte der 1950er Jahre beschäftigte Lucca Chmel bis zu vier Mitarbeiterinnen. Sie arbeitet vorwiegend in Wien. Das Spektrum ihrer Arbeiten reichte von Modellaufnahmen über Fotos von Einrichtungen sowie Außenaufnahmen von Geschäften, Cafés, Restaurants, Kinos, privaten Wohnungen, öffentlichen Gebäuden und Repräsentationsräumen, Siedlungen, Industrie- und Verkehrsbauten bis zu Sakralbauten. Auch in den 1960er Jahren konnte sie noch weitere Architekten einer jüngeren Generation zu ihren Auftraggebern zählen.
Lucca Chmel ging im November 1972 in den Ruhestand und übergab das Atelier ihrer Tochter. Sie fotografierte nur noch in ihrer Freizeit und besuchte Vorlesungen und reiste zu Ausgrabungsstätten und Baudenkmälern. Am 16. März 1999 starb Lucca Chmel in Wien im Alter von 87 Jahren.:87–104 Sie wurde am Wiener Zentralfriedhof bestattet.

## Arbeitsweise
Für die Architekturfotografie bevorzugte Lucca Chmel Glasplattennegative. Sie entwickelte in ihrem eigenen Labor und konnte dadurch auch Retuschen am Negativ vornehmen. Für ihre Aufnahmen wählte sie oft ungewöhnliche Perspektiven und arbeitete sehr gezielt mit Licht und Schatten. Für ihre Innenaufnahmen wurde dabei die Beleuchtung sehr zeitintensiv inszeniert.:208–260

## Wichtige Arbeiten für ausgewählte Architekten
Ab 1945 arbeitete Lucca Chmel für namhafte, vor allem Wiener Architekten. Im Folgenden einige ausgewählte Aufträge.:127–192
- Direktionsräume Dorotheum Wien Innenaufnahmen, für Anton Potyka
- Repräsentationsräume des Bundeskanzleramtes Wien 1950, für Oswald Haertl
- Strandbad Gänsehäufel Wien 1950, für Max Fellerer und Eugen Wörle
- Ausflugslokal Cobenzl 1951, für Anton Potyka
- Ventilwerke Hoerbiger Wien 1951, für Theiss & Jaksch
- Messepavillon der Firma Felten & Guilleaume Wien 1953, für Oswald Haertl
- Nationalbank Linz 1953, für Erich Boltenstern
- Ringturm der Wiener Städtischen Versicherung 1955, für Erich Boltenstern
- Wiener Staatsoper Innenaufnahmen 1955, für Erich Boltenstern
- Plenarsaal des Österreichischen Nationalrats Wien 1956, für Max Fellerer und Eugen Wörle
- Flughafen Wien-Schwechat: Architekturmodell 1956, Fotoserie 1960, Fotoserie 1970, für Fritz Pfeffer
- Nordstern Haus Wien 1957, 1958, 1960, für Theis & Jaksch
- Historische Museum der Stadt Wien 1958–1961, für Oswald Haertl
- Stadthalle Wien 1958, für Roland Rainer
- Böhlerhaus Wien 1958, für Roland Rainer
- Wiener Börse Fassade und Innenaufnahmen 1959, für Erich Boltenstern
- Opernringhof Wien 1957, für Georg Lippert
- Labor- und Verwaltungsgebäude Hoffmann-La Roche Wien 1962, für Georg Lippert
- Donauturm Wien: Vorstudien und Modelle 1962, Fotoserie Bauwerk 1964, für Hannes Lintl
- Haltestelle Kennedy-Brücke Wien 1964, für Fritz Pfeffer
- Vienna Intercontinental 1964, für Theis & Jaksch
- Semperit-Zentrum Wien 1965, für Georg Lippert
- Deutsche Botschaft Wien 1965, für Georg Lippert
- Wiener Zentralsparkasse Innenaufnahmen 1966, für Anton Potyka

## Nachlass
Das Atelier wurde von ihrer Tochter bis 1982 weitergeführt, dann geschlossen. 1996 wurde das Archiv von Lucca Chmel von der österreichischen Nationalbibliothek erworben.:271

## Publikationen
- Anton Macku, Lucca Chmel, Der Wiener Stephansdom nach dem Brand im April 1945, Wien: Franz Deuticke 1947
- Lucca Chmel, Bilderbuch Österreich. (Text von Heinrich Thomas, Vorwort von Viktor Matejka), Wien: Globus-Verlag 1947
- Paul W.Stix, Lucca Chmel (Hrsg.), Die Wiener Passion. Die gotischen Passionstafeln des verbrannten Chorgestühls zu St.Stephan in Wien. Wien: Herold 1950
- Lala Ausberg, Schönes Kärnten: ein Bildband mit Meisteraufnahmen von Lala Aufsberg, Lucca Chmel, Robert Löbl, Heinz-Müller-Brunke, Innsbruck: Pinguin Verlag 1960
- Lucca Chmel, Hanns Jahn, Salzburg und das Salzkammergut: Ein Bildband, Innsbruck: Pinguin Verlag 1963

## Ausstellungen
- 1992 Böhlerhaus Die Form der Zeit. Architekturfotografien von Lucca Chmel, Margherita Krischanitz (Spiluttini) gleichnamiger Katalog, Hg. Gang Art[1]:270
- 1995 Historisches Museum der Stadt Wien Auswahl der Aufnahmen des zerstörten Stephansdoms Katalog Den Dom…: Umarmen, pressen an die Brust, und herzlich weinen dann. (J.G. Seidl): Erinnerungen an die Zerstörung des Stephansdomes 1945 Verfasserinnen Lucca Chmel, Susanne Winkler[1]:271
- 2004/2005 Galerie Westlicht/Österreichische Nationalbibliothek Architekturfotografie 1945–1970, Katalog Klinger Verlag 2004[3]